# 土岐信吉
土岐 信吉（とき のぶよし、1934年 - 2019年11月10日）は、日本の音楽家、小説家。高知県生まれ。「トキ音楽スタジオ」主宰。「川崎少年少女合唱団」代表。川崎文化賞受賞。歴史小説を書く。

## 著書
- 『千利休 己れの美学に殉じた男』（河出書房新社 1989年／PHP文庫）
- 『一休宗純』（河出書房新社 1991年）
- 『古田織部』（河出書房新社 1992年）
- 『夢窓疎石』（河出書房新社 1994年）
- 『秀吉謀反 異説本能寺の変』（河出書房新社 1995年／「秀吉、反逆す」廣済堂文庫）
- 『西行花明り』（河出書房新社 1997年）
- 『信長コード 真相・桶狭間の合戦』（文藝書房 2006年）
- 『陰陽師信長』（PHP研究所・2013）